# Circ d'Hivern de l'Ateneu Popular de Nou Barris
El Circ d'Hivern és una iniciativa de l'Ateneu Popular de Nou Barris (Barcelona) sorgida l'any 1996 per fomentar el circ.
Des que va engegar el 1979, l'Ateneu Popular de Nou Barris té un paper fonamental en el desenvolupament del circ català. Duu a terme activitats de formació, producció i exhibició. Imparteix formació infantil, juvenil i per a discapacitats. Cada any produeix quatre combinats de circ i, des del 1997, cada Nadal produeix l'espectacle ‘Circ d'Hivern' alhora que, tant com pot, programa companyies circenses estatals i estrangeres. A l'Ateneu Popular de Nou Barris, que va rebre el premi FAD Sebastià Gasch el 1997 i també el premi especial de la crítica dels premis Ciutat de Barcelona 2000, entre d'altres, hi han brotat i germinat un gran nombre d'artistes i companyies. Cal afegir que, a més, s'hi estatja l'Escola de Circ Rogelio Rivel i que hi han tingut la seu les associacions ACC i APCC.
En un nou format de circ sense animals exòtics l'Ateneu Popular de Nou Barris decidí batejar amb aquest nom els espectacles de circ contemporani que realitza pels volts de Nadal. El format del Circ d'Hivern és un espectacle de format teatral en la qual es combinen les tècniques circences amb altres formes d'expressió com el teatre, la dansa o la música. Cada any l'Ateneu realitza un espectacle produït expressament per a l'ocasió.
L'espectacle Rodó fou estrenat el desembre de 2005 i parteix d'una primera unió del pallasso Leandre Ribera, la ballarina Claire Ducreux i l'acròbata Teresa Celis.
L'any 2006 fou guardonat amb el Premi Nacional de Circ, concedit per la Generalitat de Catalunya «en reconeixement de la seva poesia escènica i pel risc estètic i conceptual d'un treball d'equip que contribueix fortament a la renovació del llenguatge circense».
El 2021 van estrenar el projecte Fins i tot la foscor, en motiu dels seus 25 anys d'història.